# شهرستان لاو (اکلاهما)
شهرستان لاو، اکلاهما (به انگلیسی: Love County, Oklahoma) شهرستانی در ایالات متحده آمریکا است که در اکلاهما واقع شده‌است.

## خصوصیات
شهرستان لاو ۱٬۳۷۸ کیلومترمربع مساحت دارد.